# Unionicola aculeata
Unionicola aculeata är en kvalsterart som först beskrevs av Koenike 1890.  Unionicola aculeata ingår i släktet Unionicola och familjen Unionicolidae. Inga underarter finns listade i Catalogue of Life.